# Duval Goicoechea
Pour les articles homonymes, voir Goicoechea.
Duval Goicoechea est un ancien arbitre argentin de football des années 1960. Il est le frère de Roberto Goicoechea, qui fut arbitre international. 
Lui et son frère furent arbitres internationaux durant la même période. Il arbitra la Copa Suecia (compétition argentine) en 1958 et fit un match des éliminatoires de la Copa América 1967.